# Estació de Boulogne-Ville
L'estació de Boulogne-Ville és una estació ferroviària situada a la ciutat francesa de Boulogne-sur-Mer (al departament del Pas de Calais). És l'estació principal d'aquesta ciutat, on també hi ha l'estació de Boulogne-Tintelleries.
És servida pels trens del TER Nord-Pas-de-Calais i el TER Picardie (de Boulogne-Ville a Arras i a Lille-Flandres i de Calais-Ville a Amiens). També és servida pels Corail Intercités amb destinació a Paris-Nord via Amiens i és cap de línia per a TGVs. Hi ha TERGVs que uneixen Boulogne-Ville amb Lille-Europe en cinquanta-cinc minuts.
| Provinença   | Estació anterior      | Línia                  | Estació següent       | Destinació                                  |
| ------------ | --------------------- | ---------------------- | --------------------- | ------------------------------------------- |
| -            | Tèrminus              | Corail Intercités      | Étaples-Le Touquet    | Paris-Nord                                  |
| -            | Tèrminus              | TER Nord-Pas-de-Calais | Boulogne-Tintelleries | Lille-Flandres (via Calais-Ville)           |
| -            | Tèrminus              | TER Nord-Pas-de-Calais | Etaples-Le Touquet    | Lille-Flandres (via Saint-Pol-sur-Ternoise) |
| -            | Tèrminus              | TER Nord-Pas-de-Calais | Etaples-Le Touquet    | Arras                                       |
| Calais-Ville | Boulogne-Tintelleries | TER Picardie           | Pont-de-Briques       | Amiens                                      |